# کمی خوشی کمی سختی
کمی خوشی کمی سختی 
(به تلوگویی: Konchem Ishtam Konchem Kashtam) یا دوست‌داشتن کم و کمی سختی (به انگلیسی: Little liking and little difficulty) فیلمی هندی محصول سال ۲۰۰۹ و به کارگردانی کیشور کومار پارداسانی است. در این فیلم بازیگرانی همچون سیدارت نارایان، تمنا باتیا، پراکاش راج، رامیا کریشنان و نثار ایفای نقش کرده‌اند.